# Escucha Chile
Habla Moscú, Escucha Chile, conocido simplemente como Escucha Chile, fue un programa de la Radio Moscú transmitido desde la URSS durante la dictadura de Augusto Pinochet entre 1973 y 1989.
Radio Moscú, que emitía Escucha Chile, era una radio resistente a la dictadura militar, siendo este programa escuchado tanto en Chile como en el extranjero. 
La noche del golpe de Estado del 11 de septiembre de 1973 Radio Moscú transmitió una entrevista con Volodia Teitelboim, dirigente comunista chileno, que por esos días se encontraba en Europa. Esto marcaría el comienzo del programa que se transmitió diariamente, y contó con la participación de dirigentes, periodistas e intelectuales del Partido Comunista de Chile en el exilio y diversos colaboradores, entre los que destacan: José Miguel Varas, quien fue el director del programa, Ligeia Balladares, Marcel Garcés, Miguel Garay, Eduardo Labarca, René Largo Farías, Guillermo Ravest, José Secall, Orlando Millas, Hernán Rodríguez Molina, el poeta ruso Guennadi Spersky y la locutora Katia Olévskaya. Además de un importante grupo de chilenos trabajadores de las comunicaciones que estaban exiliados en Europa.
Escucha Chile permaneció en la programación de Radio Moscú hasta su cancelación el 31 de enero de 1989. Otras radios resistentes a Augusto Pinochet fueron Radio Berlín Internacional, Radio Praga y Radio Habana Cuba.
El año 2009 se estrenó el documental Escucha Chile, dirigido por Andrés Daie, que aborda la historia de un grupo de auditores del programa.